# Lycée des Arts et Métiers
Het Lycée des Arts et Métiers, afgekort LAM, is een school voor secundair onderwijs in Luxemburg-Stad. Eerder was zij bekend als École d'artisans de l'État (1896-1958), École des Arts et Métiers (1958-1979) en Lycée Technique des Arts et Métiers (1979-2015).

## Geschiedenis
De ambachtsschool (Luxemburgs: Handwierkerschoul) werd op initiatief van minister van Staat Paul Eyschen op 14 maart 1896 gesticht. Onder directeur Antoine Hirsch verhuisde de school in 1911-1912 naar een voormalig jezuïetenhuis op de Limpertsberg. Sindsdien is de school meerdere keren uitgebreid en verbouwd, waarbij klaslokalen en laboratoria werden toegevoegd. Het schoolgebouw kreeg in 2017 de status van nationaal monument.
De school werd opgericht onder de naam École d'artisans de l'État. In 1958 werd bij wet het Institut d'Enseignement Technique ingesteld, dat uit twee scholen bestond: de École des Arts et Métiers en de École Technique. In het kader van de hervorming van het technisch en beroepsonderwijs kreeg de École des Arts et Métiers in 1979 de nieuwe naam Lycée Technique des Arts et Métiers. Na fusie met het Uelzecht-Lycée in Dommeldange ontstond in 2015 Lycée des Arts et Métiers (2015-heden).

## Oud-docenten en -leerlingen
Docenten
- Roger Bertemes
- Pierre Blanc
- Alo Bové
- Jean-Pierre Calteux
- Jacques Dasbourg
- Pierre Federspiel
- Etienne Galowich
- Jean Goedert
- Ferdinand d'Huart
- Henri Kraus
- Eugène Kurth
- Josy Meyers
- Alphonse Nies
- Henri Rabinger
- Jang Thill
- Annette Weiwers-Probst
- Jean-Baptiste Wercollier
- Lucien Wercollier

Leerlingen
- Renée Arend
- Jean-Pierre Beckius
- Triny Beckius
- Pierre Berchem
- Manon Bertrand
- Jean-Marie Biwer
- Lotty Breck
- Jean-Pierre Calteux
- Jean Curot
- Jacques Dasbourg
- Aloyse Deitz
- Henri Demuth
- Henri Dillenburg
- Adolf Eberhard
- Serge Ecker
- Luc Ewen
- Tom Flick
- Lino Galvão
- Yvette Gastauer-Claire
- Jean-Pierre Georg
- Alex Gilbert
- Edmond Goergen
- Josy Greisen
- Michel Haagen
- Albert Haas
- Mett Hoffmann
- Émile Hulten
- Adrienne Juncker
- Frantz Kinnen
- Nico Klopp
- Charles Kohl
- Albert Kratzenberg
- Joseph Kutter
- Marcel Langsam
- Sylvère Linster
- Patricia Lippert
- Jean Lutz
- Ger Maas
- Jean-Théodore Mergen
- Patrick Meyer
- Bady Minck
- Jean Noerdinger
- Léon Nosbusch
- Raymond Petit
- Joseph Probst
- Charles Reinertz
- Michel Reuland
- Michel Runau
- Jean Schaack
- Pe'l Schlechter
- Albert Simon
- Maggy Stein
- Lou Theisen
- Jean-Pierre Thilmany
- Auguste Trémont
- Alexis Wagner